# Joshua Kennedy

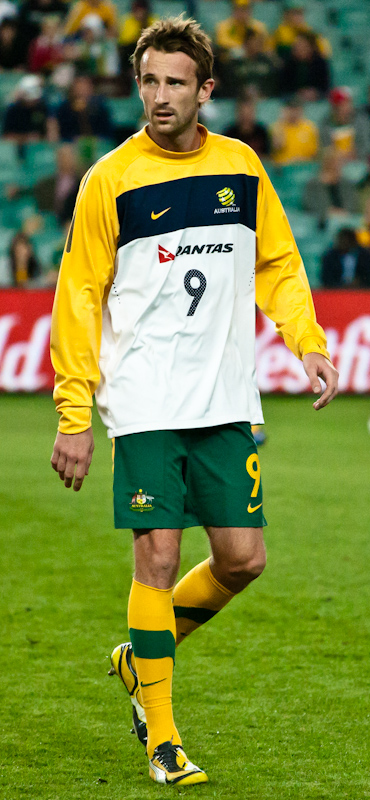
Joshua Kennedy bei der Nationalmannschaft 2010

Joshua Blake Kennedy (* 20. August 1982 in Wodonga, Australien) ist ein ehemaliger australischer Fußballspieler.

## Karriere
Kennedy war von 1999 bis 2015 Profifußballer und spielte von 2000 bis 2009 für sechs deutsche Vereine.

### Anfänge
1999 bis 2000 spielte Kennedy beim australischen Verein Carlton SC, bis er nach Deutschland wechselte. Nachdem er sich sowohl beim VfL Wolfsburg, als auch beim 1. FC Köln in der Bundesliga nicht hatte durchsetzen können, gelang es ihm nach seinem Wechsel zu Dynamo Dresden, sich in der Zweiten Bundesliga einen Stammplatz zu erobern. Nach dem Abstieg der Dresdner verließ er den Verein. Kennedy wurde von Auswahltrainer Guus Hiddink in das Team der Socceroos (australische Nationalmannschaft) zur Fußball-Weltmeisterschaft 2006 in Deutschland berufen, wo er zweimal als Einwechselspieler zum Einsatz kam.

### 1. FC Nürnberg
Nach der WM wechselte Kennedy zum Erstligisten 1. FC Nürnberg. Allerdings stand sein dritter Anlauf in der höchsten deutschen Spielklasse unter keinem guten Stern: Noch vor dem ersten Saisonspiel erlitt er einen Riss der Achillessehne und nach der Operation und weiteren Komplikationen fiel er in der Saison 2006/07 komplett aus. Bereits vor der Saison 2007/08 wurde er am 24. Juli im Halbfinale des DFL-Ligapokals und am 5. August in der 1. Runde des DFB-Pokals eingewechselt (jeweils in der 63. Minute). Auch am ersten Spieltag der Liga kam er in der 59. Minute und hatte bis zum Ende der Hinrunde elf weitere Einsätze, wobei er sich dreimal in der Startelf befand und nur beim Heimspiel gegen den VfB Stuttgart über die volle Zeit spielte. Sein erstes Tor schoss er beim 5:1-Sieg gegen Eintracht Frankfurt am 20. Oktober (10. Spieltag). Am 20. September hatte er in der ersten Runde des UEFA-Pokals das erste internationale Spiel mit Nürnberg. Gegen Rapid Bukarest wurde er in der 74. Minute eingewechselt.

### Karlsruher SC
Im Januar 2008 wechselte Kennedy zum Karlsruher SC, wo er einen Vertrag bis 2011 unterschrieb. Der Verein lag damals auf dem sechsten Platz und damit deutlich vor Nürnberg. In seinem ersten Pflichtspiel für den KSC schoss Kennedy gleich gegen seinen früheren Arbeitgeber Nürnberg das erste Tor für den neuen Verein, in den ersten fünf Spielen gelangen ihm vier Tore. Aufgrund seines guten Starts wurde er zum Fußballer des Monats Februar gewählt. In den folgenden fünf Spielen traf Kennedy nicht mehr. Anschließend fiel er bis zum Saisonende verletzt aus und der KSC wurde zur zweitschlechtesten Rückrundenmannschaft, was in Kombination mit der guten Hinrunde Platz elf ergab.
Zu Beginn der Saison 2008/09 stürzte Kennedy in ein Leistungstief. Obwohl ihm Trainer Edmund Becker zwölf Einsätze in der Startelf ermöglichte, erzielte er keinen einzigen Treffer und verlor gegen Ende der Hinrunde seinen Stammplatz an Edmond Kapllani. Als ihn Becker kurz vor dem Rückrundenauftakt im DFB-Pokal-Achtelfinalspiel gegen den Zweitligisten SV Wehen Wiesbaden wieder in die Startformation beförderte, blieb Kennedy erneut torlos und verweigerte nach seiner Auswechslung in der 71. Minute das obligatorische Abklatschen mit dem Trainer. Dies hatte zur Folge, dass Kennedy nicht für das folgende Punktspiel in der Bundesliga nominiert wurde. Daraufhin erklärte Kennedy, er wolle den Klub möglichst noch im Winter verlassen. Laut KSC-Manager Rolf Dohmen lagen jedoch keinerlei Anfragen für den Stürmer vor. Im April wurde Kennedy von Trainer Becker begnadigt, ohne sich zuvor für sein Verhalten entschuldigt zu haben. Am 28. Spieltag stand er im Heimspiel gegen die TSG 1899 Hoffenheim erstmals wieder in der Startelf und bestritt daraufhin bis zum Ende der Spielzeit jede Partie von Beginn an, wobei er erst im letzten Match beim 4:0-Sieg gegen Hertha BSC mit einem Doppelpack zu seinen ersten Saisontreffern kam. Trotz dieses Sieges stieg der KSC aus der Bundesliga ab.

### Nagoya Grampus
Im Juni 2009 wechselte Kennedy nach Japan zu Nagoya Grampus. In seinem ersten Pflichtspiel in der J. League für die Nagoya Grampus gelang ihm am 18. Spieltag, dem 18. Juli 2009, sein erster Treffer. Hierbei erzielte er die 1:0-Führung gegen Kyōto Sanga, welches dann mit 1:1 endete. Im weiteren Verlauf der Saison machte er weitere fünf Tore in der Liga. Im September 2009 schoss Kennedy seine Mannschaft ins Halbfinale der asiatischen Champions League. Im Viertelfinale gelangen ihm zwei wichtige Treffer, jeweils eins im Hin- und Rückspiel gegen die Kawasaki Frontale. Danach schieden sie im Halbfinale gegen Al-Ittihad aus.
In der Saison 2010 erreichte er mit den Nagoya Grampus vorzeitig die japanische Meisterschaft und wurde mit 17 Toren in der J. League Torschützenkönig. 2011 holte Kennedy sich mit 19 Treffern erneut die Torjägerkanone, wurde mit dem Verein jedoch nur Vize-Meister.
In der Qualifikation für die WM 2014 war er mit fünf Toren bester Torschütze der australischen Mannschaft und sicherte am letzten Spieltag mit seinem Treffer zum 1:0 gegen den Irak die Qualifikation für Australien.

## Erfolge und Auszeichnungen

### Nationalmannschaft
- U-17-Nationalmannschaft
  - Vize-Weltmeister: 1999

### Verein
- 1. FC Nürnberg (2006–2008)
  - DFB-Pokalsieger: 2007 (ohne Einsatz)

- Karlsruher SC (2008–2009)
  - Fußballer des Monats: Februar 2008

- Nagoya Grampus
  - Japanischer Meister: 2010
  - Japanischer Torschützenkönig: 2010, 2011
  - J. League Best Eleven: 2010, 2011
  - Japanischer Supercup: 2011